# Marie Aloisie z Ditrichštejna
Marie Aloisie z Dietrichsteinu, počeštěně z Ditrichštejna, provd. z hraběnka z Althannu (německy Maria Aloysia Franziska von Dietrichstein; 21. dubna 1700 – 17. prosince 1783 Brno) byla rakouská šlechtična z moravského rodu Ditrichštejnů.

## Život
Byla sedmým dítětem a pátou (avšak druhou přeživší) dcerou Waltera Františka Xavera Antonína, 5. knížete z Ditrichštejna (1664–1738) a jeho druhé manželky Karolíny Maxmiliany (1674–1734), dcery hraběte Jiřího Kryštofa Pruskovského z Pruskova. 
Dne 19. prosince 1729 se Marie Aloisie provdala za Michaela Františka Václava hraběte z Althannu (29. července 1668 – 25. července 1738), syna císařského diplomata Michaela Václava staršího. Michael Václav byl v té době již dvojitým vdovcem. Z manželství se narodily čtyři děti:
- 1. Michael Josef (1730–1754)
- 2. Karolína (1731–1739)
- 3. Michael František Xaver (*/† 1732)
- 4. Marie Vilemína (1733 – 5. července 1773)
  - ⚭ (17. února 1754) hrabě Leopold Josef z Neippergu.

Marie Aloisie zemřela v Brně dne 17. prosince 1783 ve věku 83 let.